# Open Parc Auvergne-Rhône-Alpes Lyon 2023 - Qualificazioni singolare
Le qualificazioni del singolare maschile dell'Open Parc Auvergne-Rhône-Alpes Lyon 2023 sono state un torneo di tennis preliminare per accedere alla fase finale della manifestazione. I vincitori dell'ultimo turno sono entrati di diritto nel tabellone principale. In caso di ritiro di uno o più giocatori aventi diritto a questi sono subentrati i lucky loser, ossia i giocatori che hanno perso nell'ultimo turno ma che avevano una classifica più alta rispetto agli altri partecipanti che avevano comunque perso nel turno finale.

## Teste di serie
1. Zhang Zhizhen (qualificato)
2. Hugo Grenier (primo turno)
3. Dane Sweeny (primo turno)
4. Pablo Llamas Ruiz (qualificato)

1. Hernán Casanova (primo turno)
2. Manuel Guinard (primo turno)
3. Oriol Roca Batalla (ultimo turno, lucky loser)
4. Daniel Michalski (primo turno)

## Qualificati
1. Zhang Zhizhen
2. Álvaro López San Martín

1. Lloyd Harris
2. Pablo Llamas Ruiz

### Lucky loser
1. Oriol Roca Batalla

## Tabellone

### Sezione 1
|  | Primo turno | Primo turno        | Primo turno    | Primo turno | Primo turno |  |  | Ultimo turno | Ultimo turno       | Ultimo turno | Ultimo turno | Ultimo turno |  |
|  |             |                    |                |             |             |  |  |              |                    |              |              |              |  |
|  | 1           | Zhang Zhizhen      | Zhang Zhizhen  | 7           | 6           |  |  |              |                    |              |              |              |  |
|  | Alt         | Maxime Janvier     | Maxime Janvier | 64          | 2           |  |  | 1            | Zhang Zhizhen      | 6            | 68           | 6            |  |
|  | WC          | Kyrian Jacquet     | 4              | 7           | 2           |  |  | 7            | Oriol Roca Batalla | 2            | 7            | 1            |  |
|  | 7           | Oriol Roca Batalla | 6              | 5           | 6           |  |  |              |                    |              |              |              |  |

### Sezione 2
|  | Primo turno | Primo turno             | Primo turno             | Primo turno | Primo turno |  |  | Ultimo turno | Ultimo turno            | Ultimo turno            | Ultimo turno | Ultimo turno |  |
|  |             |                         |                         |             |             |  |  |              |                         |                         |              |              |  |
|  | 2           | Hugo Grenier            | Hugo Grenier            | 3           | 1           |  |  |              |                         |                         |              |              |  |
|  | Alt         | Ugo Blanchet            | Ugo Blanchet            | 6           | 6           |  |  | Alt          | Ugo Blanchet            | Ugo Blanchet            | 3            | 3            |  |
|  |             | Álvaro López San Martín | Álvaro López San Martín | 6           | 6           |  |  |              | Álvaro López San Martín | Álvaro López San Martín | 6            | 6            |  |
|  | 5           | Hernán Casanova         | Hernán Casanova         | 3           | 0           |  |  |              |                         |                         |              |              |  |

### Sezione 3
|  | Primo turno | Primo turno    | Primo turno    | Primo turno | Primo turno |  |  | Ultimo turno | Ultimo turno   | Ultimo turno   | Ultimo turno | Ultimo turno |  |
|  |             |                |                |             |             |  |  |              |                |                |              |              |  |
|  | 3           | Dane Sweeny    | Dane Sweeny    | 4           | 1           |  |  |              |                |                |              |              |  |
|  |             | Beibit Žukajev | Beibit Žukajev | 6           | 6           |  |  |              | Beibit Žukajev | Beibit Žukajev | 3            | 2            |  |
|  |             | Lloyd Harris   | 3              | 6           | 6           |  |  |              | Lloyd Harris   | Lloyd Harris   | 6            | 6            |  |
|  | 6           | Manuel Guinard | 6              | 4           | 1           |  |  |              |                |                |              |              |  |

### Sezione 4
|  | Primo turno | Primo turno       | Primo turno      | Primo turno | Primo turno |  |  | Ultimo turno | Ultimo turno      | Ultimo turno      | Ultimo turno | Ultimo turno |  |
|  |             |                   |                  |             |             |  |  |              |                   |                   |              |              |  |
|  | 4           | Pablo Llamas Ruiz | 2                | 6           | 6           |  |  |              |                   |                   |              |              |  |
|  | Alt         | Guido Andreozzi   | 6                | 1           | 2           |  |  | 4            | Pablo Llamas Ruiz | Pablo Llamas Ruiz | 7            | 6            |  |
|  | WC          | Matteo Martineau  | Matteo Martineau | 6           | 6           |  |  | WC           | Matteo Martineau  | Matteo Martineau  | 67           | 3            |  |
|  | 8           | Daniel Michalski  | Daniel Michalski | 3           | 4           |  |  |              |                   |                   |              |              |  |